# Fulvaria striata
Fulvaria striata är en fjärilsart som beskrevs av Fawcett 1916. Fulvaria striata ingår i släktet Fulvaria och familjen mätare. Inga underarter finns listade i Catalogue of Life.